# Kadur
Kadur là một thị xã của quận Chikmagalur thuộc bang Karnataka, Ấn Độ.

## Địa lý
Kadur có vị trí 13°33′B 76°01′Đ / 13,55°B 76,01°Đ Nó có độ cao trung bình là 763 mét (2503 feet).

## Nhân khẩu
Theo điều tra dân số năm 2001 của Ấn Độ, Kadur có dân số 30.802 người. Phái nam chiếm 51% tổng số dân và phái nữ chiếm 49%. Kadur có tỷ lệ 68% biết đọc biết viết, cao hơn tỷ lệ trung bình toàn quốc là 59,5%: tỷ lệ cho phái nam là 73%, và tỷ lệ cho phái nữ là 63%. Tại Kadur, 12% dân số nhỏ hơn 6 tuổi.